# Homoeocera stictosoma
Homoeocera stictosoma là một loài bướm đêm thuộc phân họ Arctiinae, họ Erebidae.